# Parque natural y área de manejo integrado El Cardón
El Parque Natural y Área de Manejo Integrado El Cardón es un área protegida de Bolivia, ubicada en los municipios de El Puente y Yunchará, de las provincias de Méndez y José María Avilés respectivamente, en el departamento de Tarija, a 72 km de la ciudad de Tarija. El Cardón fue declarado parque natural mediante la Ley N.º 2465 el 2 de mayo de 2003, y abarca las comunidades de  Huarmachi, Condor Huasy, Curqui y Colpayito con un área de 30 056 ha. En el lugar se encuentran 12 variedades de cactus que en ningún otro lugar de la zona existen, entre ellos está el Cardón Verde, Cardón Amarillo, El Lorocho, Poko, El cola y Zorro, entre otros, de acuerdo a los lugares de puna y pre puna. Es por esta gran variedad de cactus que se considera el área natural como la segunda reserva más grande de cactus de Latinoamérica, después de la Reserva de Tehuacán en México. Actualmente, personal de la Reserva biológica de la Cordillera de Sama realizan actividades de vigilancia y control de forma esporádica ya que El Cardón sirve como área de amortiguación para la Reserva de Sama.
En 2023, El Cardón pasó a ser un área protegida por el Servicio Nacional de Áreas Protegidas (Sernap).